# Philosophie naturelle
Ne doit pas être confondu avec philosophie de la nature (notion de philosophie allemande du XIXe siècle).
La philosophie naturelle, connue en latin sous le terme philosophia naturalis, est l'étude de la nature, de l'univers physique, à savoir l'ensemble des êtres sujets du devenir[pas clair]. L'expression  philosophie naturelle était synonyme de science avant le développement de la science moderne par Galilée. Servante de la métaphysique, alors synonyme de théologie naturelle, elle désignait autrefois l'ensemble des sciences naturelles (mathématiques, astronomie, physique, chimie et biologie).

## Origines de l'expression

### Étymologie
Le mot naturelle dérive du latin, dans lequel il a le même sens.
Le mot physique a comme étymologie le mot grec phusikê, qui signifie connaissance de la nature.
Au XIIe siècle, lorsque le mot est apparu en français ancien, la physique couvrait deux domaines : la médecine et les sciences de la nature (on peut noter que, en anglais, un médecin est un physician, à distinguer du physicist qui correspond en français au physicien).
À partir de la fin du XVe siècle, le mot « physique » a désigné « science des causes naturelles ». Les chaires de philosophie naturelle établies dans les anciennes universités créées au XIIIe siècle comprenaient l'ensemble des sciences de la nature, selon un corpus universitaire qui reposait sur la philosophie d'Aristote.

### XVIIesiècle: Transformation de sens
Le mot « Physique » a pris son sens moderne, qui est plus restreint que le sens originel, à partir du XVIIe siècle (Galilée, Descartes), et surtout de la physique classique qui est née avec Newton. Le mot « physique » est employé dans son sens actuel depuis 1690 (Petit Robert).

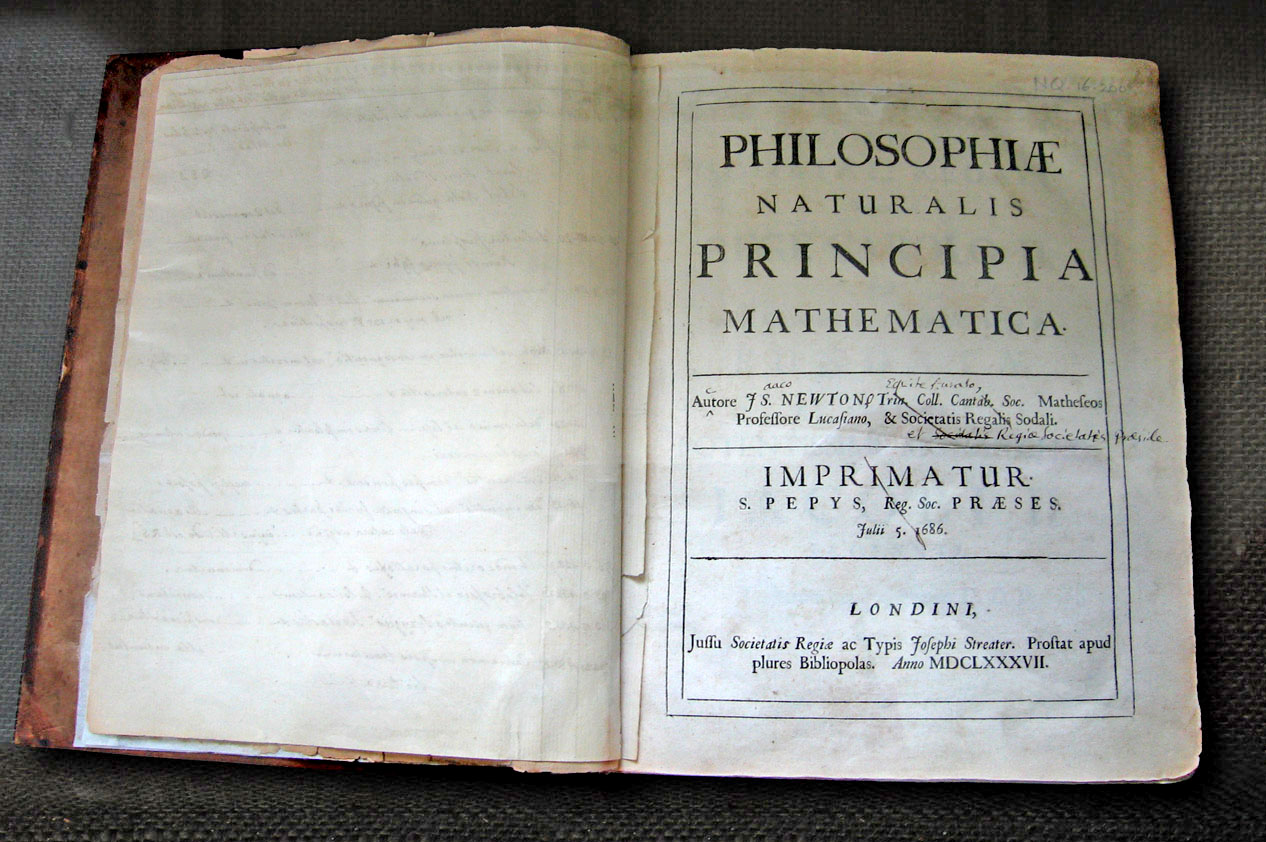
Traité d'Isaac Newton.

Ce qui marqua un tournant dans les mentalités, ce fut le fameux procès de Galilée (1633), et la réaction philosophique de Descartes. Celui-ci écrivit, dans son Discours de la méthode (1637), que l'homme devait se « rendre comme maître et possesseur de la nature ». Au tournant du XVIIe siècle et du XVIIIe siècle, on commença à considérer que le traité scientifique d'Isaac Newton (1687) formait les principes mathématiques de la « philosophie naturelle ». La révolution que constitua la prise de conscience que la terre tournait autour du soleil (héliocentrisme), avait entraîné des changements de mentalités : on a réalisé qu'il était possible d'expliquer ce phénomène par des équations exprimables en langage mathématique, grâce à des théories de calcul différentiel et intégral (voir révolution copernicienne pour la chronologie).
La « philosophie naturelle » a été le terme habituel précédant notre terme actuel de « science », quand le thème abordé par l'étude était l' « œuvre de la nature ». La « science moderne » (scientia en latin qui signifie « connaissance ») put acquérir le statut porté par la « philosophie naturelle » lorsque la pure déduction, alliée aux méthodes inductives d'acquisition de la connaissance, parvint à un résultat établi sur les phénomènes naturels, sans l'appui de la Révélation (cf. Descartes les Principes de la philosophie). Rappelons qu'en logique générale, qui repose sur les fondements philosophiques d'Aristote, l'induction est l'un des trois types d'inférence, avec la déduction et l'abduction. La méthode expérimentale, empirique par nature, s'appuie en grande partie sur l'induction.
Des formes de « science » se sont développées historiquement à partir de la philosophie, ou de ce que l'on considérait comme étant « la philosophie naturelle » dans le contexte historique de constitution de la « Philosophie ». Les notions que nous avons habituellement de la science et des scientifiques datent seulement du XIXe siècle.

### Depuis leXIXesiècle
Le terme a été ressuscité dans le contexte de la controverse sur la création et l'évolution par ceux qui étaient inquiets de ce que la science n'accepte pas les explications surnaturelles.

### AuXXIesiècle
Contrairement à ce que l’on pense communément, la philosophie naturelle n’a été remplacée ni par les sciences naturelles ni par la théologie naturelle et continue à cultiver sa spécificité dans plusieurs domaines qui prennent leurs distances aussi bien avec le scientisme qu’avec les doctrines du surnaturel. L’un des lieux où s’épanouit cette réflexion est le Cercle International de Philosophie de la Nature auquel participent plus d'une centaine d’enseignants-chercheurs de plusieurs horizons intellectuels et géographiques. Il a été fondé en 2008 par Miguel Espinoza, de l’Université de Strasbourg. Parmi les problèmes abordés, figurent les suivants : la continuité de la science à la métaphysique, le rapport entre les mathématiques et le monde sensible, le naturalisme, les différentes classes de causalité en science et leurs relations avec le déterminisme et la liberté, ainsi que le problème de la compréhension de la hiérarchie naturelle et des liens entre ses différentes strates (physique, chimique, biologique, psychique et sociale). Ces sujets ont été abondamment discutés jusqu’ici en huit congrès tenus à Paris (trois fois), Mexico (deux fois), Temuco (Chili), Málaga, Bogotá et Valdivia (Chili) dont les actes ont été publiés dans plusieurs volumes collectifs : Eikasía, Revista de Filosofía, 27 (2009) ; 35 (2010) ; 43 (2012) ; 54 (2014) ; et depuis 2014 dans Scripta Philosophiæ Naturalis.

## Figures marquantes

### Parménide
La question de la Nature est posée par les philosophes présocratiques sous l'angle de la question de l'être. Parménide (fin du VIe siècle, milieu du Ve siècle av. J.-C.) est la figure marquante de cette approche. Il écrivit un traité sur la nature (De la nature), qui est pratiquement le seul que nous ayons conservé. L'affirmation célèbre de Parménide, posant une vérité paralysante pour l'esprit : « l'être est, le non-être n'est pas » pose la Nature comme ontologiquement intangible et éternelle. En effet  le non-être ne pouvant, par définition, être, comment l' être pourrait-il provenir de ce qui n'est pas ? Une reformulation plus expressive peut être : comment peut-il y avoir quelque chose à partir du néant ? Cette affirmation ontologique, reposant sur une vérité logique fondamentale, pose néanmoins la difficulté de l'appréhension de la Nature que nous avons par l'expérience : celle-ci est en effet gouvernée par le changement, la naissance et la mort, et donc par le passage d'un être au non-être.

### Héraclite
La pensée d'Héraclite est l'extrême opposé de l'éléatisme de Parménide. Pour ce dernier, l'unité de l'être rend impossible la déduction du devenir et de la multiplicité ; pour Héraclite, au contraire, l'être est éternellement en devenir. Héraclite nie ainsi l'être parménidien. Les choses n'ont pas de consistance, et tout se meut sans cesse : nulle chose ne demeure ce qu'elle est, et tout passe en son contraire.

« À ceux qui descendent dans les mêmes fleuves surviennent toujours d’autres et d’autres eaux. »

— Fragment 12, Arius Didyme dans Eusèbe, Préparation évangélique, XV, 20, 2
Tout devient tout, tout est tout. Ce qui vit meurt, ce qui est mort devient vivant : le courant de la génération et de la mort ne s'arrête jamais. Ce qui est visible devient invisible, ce qui est invisible devient visible ; le jour et la nuit sont une seule et même chose ; il n'y a pas de différence entre ce qui est utile et ce qui est nuisible ; le haut ne diffère pas du bas, le commencement ne diffère pas de la fin.

### Platon
Platon consacre son dialogue Le Sophiste à réfuter la thèse de Parménide, et démontrer la coexistence de l'être et du non-être en introduisant les concepts de mouvement, de repos, d' autre, de même :
« L’Étranger — : Il s’ensuit donc nécessairement que le non-être est dans le mouvement et dans tous les genres ; car, dans tous, la nature de l’être, en rendant chacun autre que l’être, en fait un non-être, en sorte qu’à ce point de vue nous pouvons dire avec justesse qu’ils sont tous des non-êtres et, par contre, parce qu’ils participent de l’être, qu’ils sont et ont de l’être. »
Une difficulté néanmoins demeure pour une approche Platonicienne de la Nature : il s'agit fondamentalement d'une philosophie des Idées, ce qui pose le problème de la connaissance de la Nature en termes de connaissance de l'Idée de Nature. Là donc où Parménide opère un réductionnisme ontologique de la Nature mais inadéquate à la compréhension de la diversité et des changements observables, Platon nous impose de voir au-delà de ce que nous offrent nos sens, et nous détache donc de la Nature appréhendée dans la matérialité.

### Aristote
La conciliation de ces deux approches (le positionnement dans le monde sensible et la considération du changement inhérent à la Nature) est opéré par Aristote dans la Physique. Cette œuvre présentée par Heidegger comme « le livre de fond de la philosophie occidentale », initie en effet l'approche Métaphysique de la Nature. En effet, la connaissance de la Nature pour Aristote consiste à connaître non pas les éléments (comme Parménide ou les physiciens : l'eau, la terre, le feu et l'air) mais les premiers principes : les causes premières. En cela il s'agit bien d'une métaphysique car la méthode consiste à partir de ce qui est premier pour nous, le donné sensible et les totalités qui s'offrent à nous, pour découvrir ce qui est premier par nature, il s'agit de dépasser la connaissance de la nature telle qu'elle se donne à nous en essayant de déterminer ses fondements.

#### La Nature est un mode d'être
Aristote consacre les chapitres 2 et 3 du Livre I à la critique des Philosophes de l'école d'Élée, les Éléates, parmi lesquels est Parménide. Le chapitre 2 commence ainsi : « examiner si l'étant est un et immobile, ce n'est pas examiner la nature ». Il se poursuit par la problématisation des concepts de être et de un : chacun pouvant se comprendre de différentes façons. La critique directe faite à Parménide intervient dans le Chapitre 3. Aristote reproche à Parménide de concevoir l'être uniquement comme une totalité, négligeant que l'être peut aussi se dire de ce qui compose cette totalité. On voit ici poindre le problème du rapport des composants de cette totalité. La Nature se laisse dès à présent appréhender comme mode d'être, comme un type particulier d'être.

#### La Nature une finalité
La Nature pour Aristote est forme plus que matière.
Aristote : Ce grand philosophe de l'époque classique grecque a écrit de nombreux traités sur la nature, qui conservent un certain intérêt. La tradition de la connaissance qui, au temps de la scolastique médiévale s'appuyait sur Aristote et la philosophie dite première (ou métaphysique) alors qu'à l'origine, la métaphysique était la philosophie seconde meta signifiant en grec après, fut décriée par Descartes et surtout par Locke et les positivistes, qui reprochaient principalement à la scolastique de ne pas avoir assez tenu compte des observations astronomiques sur le mouvement des planètes (voir Galilée). Néanmoins, la philosophie d'Aristote (et non ses traités de métaphysique où la terre est au centre de l'univers) comprend certainement beaucoup de concepts intéressants aujourd'hui : par exemple, elle ne limite pas la logique à de la pure déduction, mais inclut d'autres formes comme l'induction.

### Albert le Grand(entre1193et1206-1280)
Ce naturaliste et zoologue du bas Moyen Âge introduisit la philosophie grecque dans les universités occidentales au XIIIe siècle. La civilisation arabo-musulmane apporta beaucoup aussi à cette époque sur ce qui est en rapport avec les sciences naturelles : botanique, pharmacie...

### Francis Bacon(1561-1626)
Ce philosophe (à ne pas confondre avec Roger Bacon) est à l'origine de propositions pour une approche beaucoup plus curieuse et pratique de l'étude de la nature. La conception classique et générale de la logique a comme principal fondement l'Organum d'Aristote, et le nouvel accent mis sur l'induction et la recherche a comme référence le traité Novum Organum de Francis Bacon.
Francis Bacon fit carrière en droit et en politique, et contribua à de nombreux domaines du savoir : science, philosophie, histoire et littérature. Il s'opposa à la scolastique à une époque où celle-ci était en déclin. Il est considéré comme le père de l'empirisme et de la méthode expérimentale moderne. Il écrit dans le Novum Organum que la connaissance nous vient sous forme d'objets de la nature, mais que nous imposons nos propres interprétations sur ces objets. D'après Bacon, nos théories scientifiques sont construites en fonction de la façon dont nous voyons les objets ; l'être humain est donc biaisé dans sa déclaration d'hypothèses. En revanche, Bacon attribue justement à l'activité scientifique une caractéristique particulière : l'utilisation du nombre (« Nous ne saurions trop recommander de ne rien avancer en matière d'histoire naturelle, qu'il s'agisse des corps ou des vertus, qui ne soit (autant que faire se peut) nombré, pesé, mesuré, déterminé ; car ce sont les œuvres que nous avons en vue, et non les spéculations. Or la physique et la mathématique bien intégrées l'une à l'autre engendrent la pratique »).

### Robert Boyle(1627-1691)
Il écrivit ce qui est considéré comme une œuvre phare sur la distinction entre nature et métaphysique appelée A Free Enquiry into the Vulgarly Received Notion of Nature. Ce livre, écrit en 1686, marqua le point de départ de la transformation de la philosophie naturelle en science. Il représenta un démarquage radical par rapport à la scolastique de son temps, en déclin à l'époque de Galilée. Alors que des caractéristiques de la philosophie naturelle retenaient certains des intérêts de l'élite attachée à ses prérogatives, Boyle considéra qu'il était soutenable de considérer la philosophie naturelle comme empirique, dans la mesure où les tentatives antérieures pour décrire la nature n'étaient pas fondées. Une caractéristique importante qui distingue la science et la philosophie naturelle est le fait que les philosophes naturels de cette époque ne se sentaient pas obligés de comparer leurs idées avec la pratique. Au contraire, ils observaient les phénomènes et en déduisaient des conclusions philosophiques.

### Daniel Quinn
Voir aussi Daniel Quinn
Éco-philosophe et écrivain américain, a inspiré des mouvements se réclamant de l'anarchisme vert et pose quelques questions fondamentales sur la nature animale de l'homme et les conceptions ambiguës de nature et de culture. Ses ouvrages sont des fictions proposant une relecture de l'ethnologie moderne inspirée des travaux de Claude Levi-Strauss et une version corrigée des arguments démographiques de Thomas Malthus. Souvent interprété comme un essayiste de l'anarcho-primitivisme, il oppose cultivateurs et cueilleurs-chasseurs sans leur donner raison pour autant.